# هرمان فراش
هرمان فراش (آلمانی: Herman Frasch؛ زاده ۲۵ دسامبر ۱۸۵۱ درگذشته ۱ مه ۱۹۱۴) یک شیمی‌دان اهل آلمان بود. بزرگترین دستاورد او ابداع روش و فرایند فراش که یک روش استخراج گوگرد با خلوص بالا در دنیاست.